# Georg Hiller (Unternehmer, 1908)
Georg Hiller (auch: Geo Hiller; geboren 1908; gestorben 1985) war ein deutscher Unternehmer und Pionier des Vegetarismus.

## Leben
Georg Hiller kam noch zur Zeit des Deutschen Kaiserreichs im Jahr 1908 als Sohn von Georg Hiller senior zur Welt, einem Pionier der Reformbewegung, Schriftsteller, Gründer des Versandhauses und Teeproduzenten Rehburger Diät- & Teefabrik in Bad Rehburg und Mitbegründer der Natura-Werks Gebr. Hiller mit Stammsitz in Hannover.
Nach dem Zweiten Weltkrieg eröffnete Geo Hiller 1955 das später wohl am längsten durchgängig betriebene vegetarische Restaurant Deutschlands, das Restaurant Hiller in der Blumenstraße 3 in Hannover. Etwa zur selben Zeit übernahm er den Vorsitz der Vegetarier Union Deutschlands (VUD) und initiierte das später vom Vegetarier-Bund Deutschland, Bund für Lebenserneuerung (VEBU) herausgegebene Periodikum Der Vegetarier. Zeitschrift für ethische Lebensgestaltung, Vegetarismus und Lebensreform.
Nach dem Tode seines Vaters führte Geo Hiller ab 1960 zudem das väterliche Unternehmen in Bad Rehburg fort. 1963 nahm er seinen Sohn Heinrich Hiller (1935–2014) in die Führung auf der dann Rehburger Diät- & Teefabrik, Geo Hiller & Sohn genannten Firma, deren Namensgebung bis zum Tode Geo Hillers im Jahr 1985 beibehalten wurde.